# نسیکا بیچ (اورگن)
نسیکا بیچ (به انگلیسی: Nesika Beach) یک منطقهٔ مسکونی در ایالات متحده آمریکا است که در شهرستان کوری، اورگن واقع شده‌است. نسیکا بیچ ۵٫۹۱ کیلومتر مربع مساحت و ۴۶۳ نفر جمعیت دارد و ۲۰٫۷۳ متر بالاتر از سطح دریا واقع شده‌است.